# Quanchus Range
Quanchus Range är ett berg i Kanada.   Det ligger i provinsen British Columbia, i den sydvästra delen av landet, 3 700 km väster om huvudstaden Ottawa. Toppen på Quanchus Range är 2 260 meter över havet. 
Terrängen runt Quanchus Range är huvudsakligen kuperad, men åt nordväst är den bergig. Quanchus Range är den högsta punkten i trakten. Trakten runt Quanchus Range är nära nog obefolkad, med mindre än två invånare per kvadratkilometer.. Det finns inga samhällen i närheten. 
I omgivningarna runt Quanchus Range växer i huvudsak barrskog.